# Комиссия по атомной энергии Израиля
Комиссия по атомной энергии (ивр. הוועדה לאנרגיה אטומית‎) — правительственная комиссия Израиля, отвечающая за деятельность Государства Израиль в области ядерной энергетики.

## История
Комиссия по атомной энергии была создана 13 июня 1952 года премьер-министром Давидом Бен-Гурионом во главе с профессором Эрнстом Давидом Бергманом. В его состав входили доктор Исраэль Достровский из Научного института Вейцмана, полковник (в отставке) Яаков Дори, директор научного отдела канцелярии премьер-министра, доктор Ш. Коэн, профессор Шмуэль Самборский из Еврейского университета в Иерусалиме, профессор Йоэль Рекха из Еврейского университета в Иерусалиме и профессор Франц Олендорф из Техниона.
В 1966 году премьер-министр Леви Эшколь сменил Давида Эрнста Бергмана на его посту. На пленарном заседании комиссии председательствовал премьер-министр, который являлся Главой Комиссии по атомной энергии и назначал членов комиссии. В начале 1980-х годов Менахем Бегин назначил Ювала Неэмана Главой комиссии по атомной энергии.
В феврале 2011 года была обновлена структура Комиссии по атомной энергии, подтверждена ответственность премьер-министра по ядерной проблеме, в том числе он является непосредственным руководителем Комиссии по атомной энергии, обновлены обязанности комиссии, были регламентированы интерфейсы между комиссией и другими правительственными министерствами.
Первоначально комиссия заседала во временных постройках недалеко от Реховота . В 1958 году началось создание Центра ядерных исследований Нахаль-Сорек, в конце 1959 года началось создание Центра ядерных исследований в Димоне.
Офисы комиссии раньше располагались на улице Хаима Ливнона в Рамат-Авиве, а теперь расположены рядом с центром Нахаль-Сорек.
В Государстве Израиль нет специального закона, регулирующего деятельность Комиссии по атомной энергии. Верховный суд Израиля отклонил ходатайство об обязательном принятии такого закона на том основании, что это не входит в его компетенцию.

## Обязанности и роли
Комиссия по атомной энергии отвечает за ядерную деятельность Государства Израиль, которая осуществляется, как уже упоминалось, в двух центрах — Центре ядерных исследований в Нахаль-Сореке и Центре ядерных исследований недалеко от Димоны .
- Консультирование правительства по всем вопросам, связанным с продвижением ядерных исследований и разработок.
- Рекомендации по политике и приоритетам в области ядерных исследований и разработок.
- Реализация государственной политики в этой сфере.
- Представительство Государства Израиль в его отношениях с национальными и международными организациями в ядерной области.

## Главы Комиссии по атомной энергии

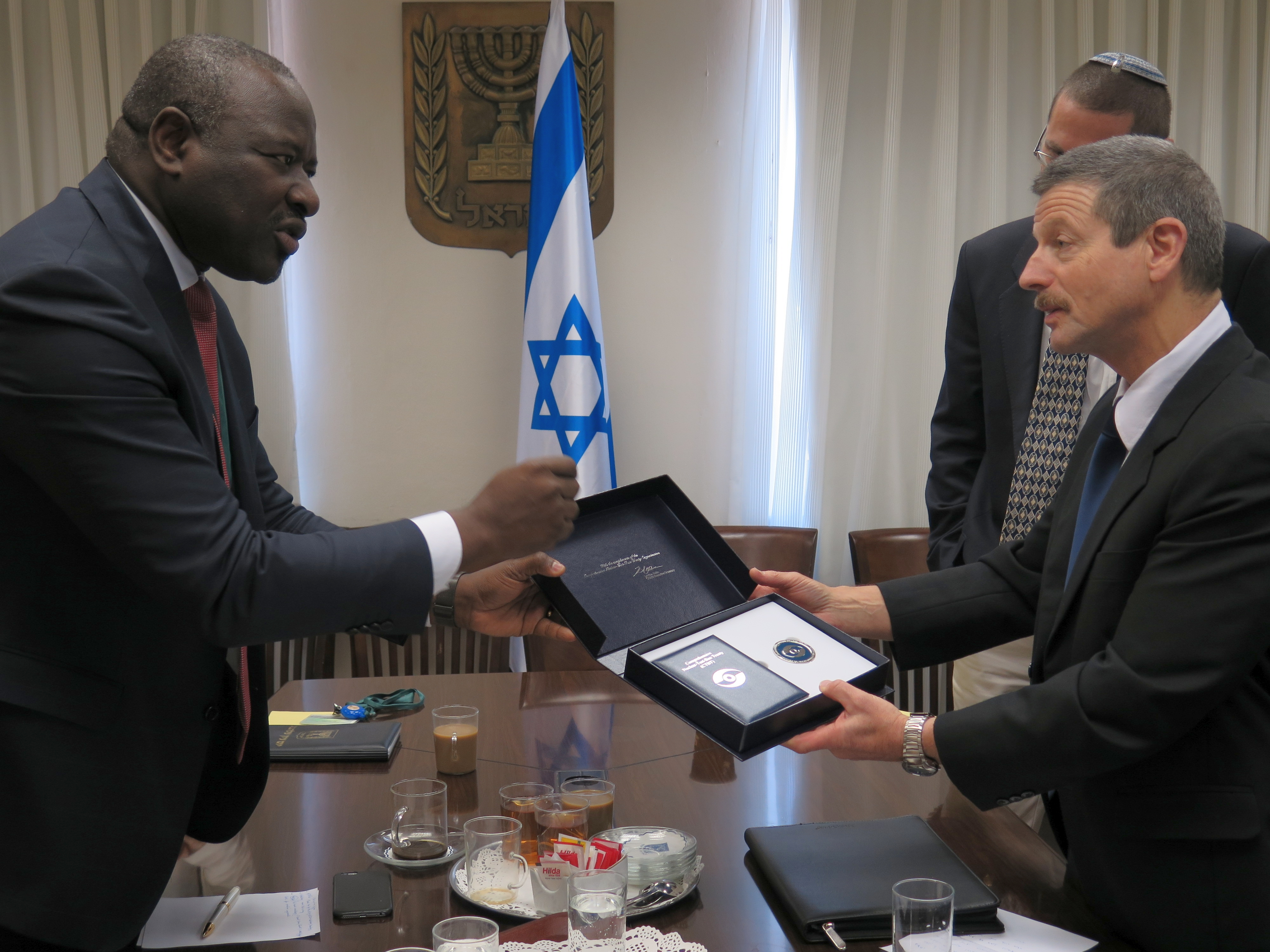
Председатель Комиссии по атомной энергии Зеэв Шанир встретился с Генеральным секретарем Организации Договора о запрещении ядерных испытаний доктором Ласиной Зарво, Иерусалим, июнь 2016 года

С созданием Комитета по атомной энергии его возглавил профессор Дэвид Эрнст Бергман, занимавший эту должность до 1966 года. С тех пор практика заключалась в том, что комитет возглавляет премьер-министр, и при нем правительство назначает Главу комиссии. Ниже приведен список Глав комиссии по атомной энергии с 1966 года:
| Изображение | Имя                 | Годы            |
| ----------- | ------------------- | --------------- |
|             | Исраэль Достровский | 1966 — 1971     |
|             | Шалхав Фрайар       | 1971 — 1976     |
|             | Узи Элам            | 1976 год — 1986 |
|             | Давид Пелег (и. о.) | 1986 — 1987     |
|             | Йона Эттингер       | 1987 — 1992     |
|             | Гидеон Франк        | 1993 — 2007     |
|             | Шауль Хорев         | 2007 — 2015     |
|             | Зэев Шанир          | 2015 — 2022     |
|             | Моше Эдри           | 2022 — н.в.     |